# Публій Септимій Гета (консул 203 року)
Публій Септимій Гета (лат. Publius Septimius Geta; 143 — 203 або 204) — політичний діяч Римської імперії, консул 203 року.

## Життєпис
Походив з роду Септиміїв. Син Публія Септимія Севера та Флавії Пії. Брат імператора Луція Септимія Севера. Народився у м. Великий Лептіс (провінція Африка). Про молоді роки немає відомостей. Службу розпочав як один з децемвірів, що займалися правами фізичних осіб (decemvir stlitibus iudicandis). Після цього обіймав посади військового трибуна II Августова легіону, був квестором у провінції Крит і Киренаїка, потім плебейським едилом.
У 185 році очолив I Італійський легіон. З 187 до 188 як проконсул керував Сицилією. З 188 до 191 року на посаді імператорського легата-пропретора керував провінцією Лузітанія. У 191 році став консулом-суффектом.
У 192 році призначено імператорським легатом-пропретором до провінції Нижня Мезія. Тут він підтримав у 193 році боротьбу за імператорський трон свого брата Луція. Після цього призначено імператорським легатом-пропретором у провінцію Дакія.
У 203 році став консулом, разом з Гаєм Фульвієм Плавціаном. Помер наприкінці того ж року або на початку 204 року.